# Collegio elettorale di Biella (Senato della Repubblica)
Il collegio di Biella fu un collegio elettorale uninominale della Repubblica Italiana appartenente alla Circoscrizione Piemonte; fu utilizzato per eleggere un senatore della Repubblica dalla I alla XIV legislatura, sebbene con forme diverse e sistemi elettorali diversi.

## Storia
Il collegio venne creato nel 1948 secondo la legge n. 29 del 6 febbraio 1948 la quale, pur basandosi sull'impianto proporzionale in vigore per la Camera, rispetto a quest'ultima conteneva alcuni piccoli correttivi in senso maggioritario. Tale legge ebbe il suo definitivo perfezionamento col Testo Unico n°361 del 1957. Differentemente dalla Camera, la legge elettorale del Senato si articolava su base regionale, seguendo il dettato costituzionale (art.57). Ogni Regione era suddivisa in tanti collegi uninominali quanti erano i seggi ad essa assegnati. All'interno di ciascun collegio, veniva eletto il candidato che avesse raggiunto il quorum del 65% delle preferenze: tale soglia, oggettivamente di difficilissimo conseguimento, tradiva l'impianto proporzionale su cui era concepito anche il sistema elettorale della Camera Alta. Qualora, come normalmente avveniva, nessun candidato avesse conseguito l'elezione, i voti di tutti i candidati venivano raggruppati in liste di partito a livello regionale, dove i seggi venivano allocati utilizzando il metodo D'Hondt delle maggiori medie statistiche e quindi, all'interno di ciascuna lista, venivano dichiarati eletti i candidati con le migliori percentuali di preferenza.
Nel 1993, con la cosiddetta Legge Mattarella (Legge n. 276, Norme per l'elezione del Senato della Repubblica), attuata in seguito al referendum abrogativo del 1993, venne istituito per la Camera dei deputati e per il Senato della Repubblica un sistema di elezione misto, in parte maggioritario e in parte proporzionale. Il 75% dei parlamentari dell'assemblea veniva eletto in collegi uninominali tramite sistema maggioritario a turno unico; il restante 25% al Senato veniva eletto tramite recupero proporzionale dei più votati non eletti attraverso un meccanismo di calcolo denominato "scorporo", cioè sottraendo dal conteggio dei voti totali di una lista nella parte proporzionale i voti ottenuti dai candidati collegati alla medesima lista che erano eletti nei collegi uninominali con il sistema maggioritario.
Il collegio venne abolito insieme a tutti gli altri che costituivano il Senato con la promulgazione della legge elettorale successiva, la cosiddetta Legge Calderoli. Questa prevedeva un sistema proporzionale con premio di maggioranza, che al Senato veniva attribuito a livello regionale.

## 1948-1993

### Territorio
Il collegio di Biella era uno dei 17 collegi uninominali in cui era suddiviso il Piemonte; comprendeva i seguenti comuni: Ailoche, Andorno Micca, Benna, Biella, Bioglio, Borriana, Brusnengo, Callabiana, Camandona, Camburzano, Campiglia Cervo, Candelo, Caprile, Casapinta, Castelletto Cervo, Cavaglià, Cerreto Castello, Cerrione, Coggiola, Cossato, Crevacuore, Crosa, Curino, Donato, Dorzano, Gaglianico, Graglia, Guardabosone, Lessona, Magnano, Massazza, Masserano, Mezzana Mortigliengo, Miagliano, Mongrando, Mosso Santa Maria, Mottalciata, Muzzano, Netro, Occhieppo Inferiore, Occhieppo Superiore, Pettinengo, Piatto, Piedicavallo, Pistolesa, Pollone, Ponderano, Portula, Postua, Pralungo, Pray, Quaregna Cerreto, Quittengo, Ronco Biellese, Roppolo, Rosazza, Sagliano Micca, Sala Biellese, Salussola, San Paolo Cervo, Sandigliano, Selve Marcone, Serravalle Sesia, Soprana, Sordevolo, Sostegno, Strona, Tavigliano, Ternengo, Tollegno, Torrazzo, Trivero, Valdengo, Vallanzengo, Valle Mosso, Valle San Nicolao, Veglio, Verrone, Vigliano Biellese, Villanova Biellese, Viverone, Zimone, Zubiena, Zumaglia.

### Dati elettorali

#### I legislatura
|                                                                                | Virgilio Luisetti ✔️ Eletto | Fronte Democratico Popolare | 50 819  | 45,25 |  |  |  |  |  |
|                                                                                | Bernardo Andreis            | Democrazia Cristiana        | 41 378  | 36,85 |  |  |  |  |  |
|                                                                                | Rinaldo Rigola              | Unità Socialista            | 15 434  | 13,74 |  |  |  |  |  |
|                                                                                | Giovanni Cantono Ceva       | Blocco Nazionale            | 4 667   | 4,16  |  |  |  |  |  |
| Totale                                                                         | Totale                      | Totale                      | 112 298 | 100   |  |  |  |  |  |
|                                                                                |                             |                             |         |       |  |  |  |  |  |
| Voti non validi                                                                | Voti non validi             | Voti non validi             | 5 204   | 4,43  |  |  |  |  |  |
| Votanti                                                                        | Votanti                     | Votanti                     | 117 502 | 93,94 |  |  |  |  |  |
| Elettori                                                                       | Elettori                    | Elettori                    | 125 084 |       |  |  |  |  |  |
|                                                                                |                             |                             |         |       |  |  |  |  |  |
| Nota: quorum del 65% non raggiunto; ripartizione dei seggi a livello regionale |                             |                             |         |       |  |  |  |  |  |
| Data: 18 aprile 1948                                                           |                             |                             |         |       |  |  |  |  |  |
| Fonte: Ministero dell'interno                                                  |                             |                             |         |       |  |  |  |  |  |

#### II legislatura
|                                                                                | Vittorio Chauvelot  | Democrazia Cristiana                    | 39 862  | 33,70 |  |  |  |  |  |
|                                                                                | Rita Montagnana     | Partito Comunista Italiano              | 29 833  | 25,22 |  |  |  |  |  |
|                                                                                | Ernesto Carpano     | Partito Socialista Italiano             | 22 362  | 18,91 |  |  |  |  |  |
|                                                                                | Pietro Strobino     | Partito Socialista Democratico Italiano | 10 110  | 8,55  |  |  |  |  |  |
|                                                                                | Adriano Olivetti    | Humana Civilitas                        | 6 996   | 5,91  |  |  |  |  |  |
|                                                                                | R. Avogadro         | Partito Liberale Italiano               | 3 840   | 3,25  |  |  |  |  |  |
|                                                                                | Antonio Pestalozza  | Partito Nazionale Monarchico            | 2 778   | 2,35  |  |  |  |  |  |
|                                                                                | Annibale Bergonzoli | Movimento Sociale Italiano              | 2 496   | 2,11  |  |  |  |  |  |
| Totale                                                                         | Totale              | Totale                                  | 118 277 | 100   |  |  |  |  |  |
|                                                                                |                     |                                         |         |       |  |  |  |  |  |
| Voti non validi                                                                | Voti non validi     | Voti non validi                         | 6 357   | 5,10  |  |  |  |  |  |
| Votanti                                                                        | Votanti             | Votanti                                 | 124 634 | 94,78 |  |  |  |  |  |
| Elettori                                                                       | Elettori            | Elettori                                | 131 494 |       |  |  |  |  |  |
|                                                                                |                     |                                         |         |       |  |  |  |  |  |
| Nota: quorum del 65% non raggiunto; ripartizione dei seggi a livello regionale |                     |                                         |         |       |  |  |  |  |  |
| Data: 7 giugno 1953                                                            |                     |                                         |         |       |  |  |  |  |  |
| Fonte: Ministero dell'interno                                                  |                     |                                         |         |       |  |  |  |  |  |

#### III legislatura
|                                                                                | Novellino Casalvolone          | Democrazia Cristiana                       | 42 506  | 33,69 |  |  |  |  |  |
|                                                                                | Pietro Secchia                 | Partito Comunista Italiano                 | 34 141  | 27,06 |  |  |  |  |  |
|                                                                                | Ferruccio Debernardi ✔️ Eletto | Partito Socialista Italiano                | 20 830  | 16,51 |  |  |  |  |  |
|                                                                                | Angiolo Falcetto               | Partito Socialista Democratico Italiano    | 7 749   | 6,14  |  |  |  |  |  |
|                                                                                | Giuseppe Mongilardi            | Partito Liberale Italiano                  | 6 034   | 4,78  |  |  |  |  |  |
|                                                                                | Adriano Olivetti               | Movimento Comunità                         | 6 003   | 4,76  |  |  |  |  |  |
|                                                                                | Isidoro Ugliengo               | Movimento Autonomista Regionale Piemontese | 2 558   | 2,03  |  |  |  |  |  |
|                                                                                | Mario Cesari                   | Movimento Sociale Italiano                 | 2 331   | 1,85  |  |  |  |  |  |
|                                                                                | Ernesto Gatti                  | Partito Nazionale Monarchico               | 1 821   | 1,44  |  |  |  |  |  |
|                                                                                | Arrigo Olivetti                | PRI - PR                                   | 1 293   | 1,02  |  |  |  |  |  |
|                                                                                | Paolo Sella di Monteluce       | Partito Monarchico Popolare                | 899     | 0,71  |  |  |  |  |  |
| Totale                                                                         | Totale                         | Totale                                     | 126 165 | 100   |  |  |  |  |  |
|                                                                                |                                |                                            |         |       |  |  |  |  |  |
| Voti non validi                                                                | Voti non validi                | Voti non validi                            | 6 405   | 4,83  |  |  |  |  |  |
| Votanti                                                                        | Votanti                        | Votanti                                    | 132 570 | 95,14 |  |  |  |  |  |
| Elettori                                                                       | Elettori                       | Elettori                                   | 139 339 |       |  |  |  |  |  |
|                                                                                |                                |                                            |         |       |  |  |  |  |  |
| Nota: quorum del 65% non raggiunto; ripartizione dei seggi a livello regionale |                                |                                            |         |       |  |  |  |  |  |
| Data: 25 maggio 1958                                                           |                                |                                            |         |       |  |  |  |  |  |
| Fonte: Ministero dell'interno                                                  |                                |                                            |         |       |  |  |  |  |  |

#### IV legislatura
|                                                                                | Pietro Secchia  | Partito Comunista Italiano              | 40 446  | 31,30 |  |  |  |  |  |
|                                                                                | F. Chiastellaro | Democrazia Cristiana                    | 39 431  | 30,52 |  |  |  |  |  |
|                                                                                | L. Volpini      | Partito Socialista Italiano             | 18 842  | 14,58 |  |  |  |  |  |
|                                                                                | A. Berruto      | Partito Liberale Italiano               | 15 391  | 11,91 |  |  |  |  |  |
|                                                                                | F. Novaretti    | Partito Socialista Democratico Italiano | 11 595  | 8,97  |  |  |  |  |  |
|                                                                                | C. Delcroix     | Movimento Sociale Italiano              | 3 508   | 2,71  |  |  |  |  |  |
| Totale                                                                         | Totale          | Totale                                  | 129 213 | 100   |  |  |  |  |  |
|                                                                                |                 |                                         |         |       |  |  |  |  |  |
| Voti non validi                                                                | Voti non validi | Voti non validi                         | 8 613   | 6,25  |  |  |  |  |  |
| Votanti                                                                        | Votanti         | Votanti                                 | 137 826 | 94,83 |  |  |  |  |  |
| Elettori                                                                       | Elettori        | Elettori                                | 145 334 |       |  |  |  |  |  |
|                                                                                |                 |                                         |         |       |  |  |  |  |  |
| Nota: quorum del 65% non raggiunto; ripartizione dei seggi a livello regionale |                 |                                         |         |       |  |  |  |  |  |
| Data: 28 aprile 1963                                                           |                 |                                         |         |       |  |  |  |  |  |
| Fonte: Ministero dell'interno                                                  |                 |                                         |         |       |  |  |  |  |  |

#### V legislatura
|                                                                                | Pietro Secchia ✔️ Eletto | Partito Comunista Italiano    | 48 441  | 37,49 |  |  |  |  |  |
|                                                                                | Bruno Blotto Baldo       | Democrazia Cristiana          | 41 243  | 31,92 |  |  |  |  |  |
|                                                                                | Franco Novaretti         | PSI-PSDI Unificati            | 21 404  | 16,56 |  |  |  |  |  |
|                                                                                | G. Aglietta              | Partito Liberale Italiano     | 13 434  | 10,40 |  |  |  |  |  |
|                                                                                | F. Zegna                 | Movimento Sociale Italiano    | 3 170   | 2,45  |  |  |  |  |  |
|                                                                                | F. Caucino               | Partito Repubblicano Italiano | 1 525   | 1,18  |  |  |  |  |  |
| Totale                                                                         | Totale                   | Totale                        | 129 217 | 100   |  |  |  |  |  |
|                                                                                |                          |                               |         |       |  |  |  |  |  |
| Voti non validi                                                                | Voti non validi          | Voti non validi               | 10 118  | 7,26  |  |  |  |  |  |
| Votanti                                                                        | Votanti                  | Votanti                       | 139 335 | 94,80 |  |  |  |  |  |
| Elettori                                                                       | Elettori                 | Elettori                      | 146 971 |       |  |  |  |  |  |
|                                                                                |                          |                               |         |       |  |  |  |  |  |
| Nota: quorum del 65% non raggiunto; ripartizione dei seggi a livello regionale |                          |                               |         |       |  |  |  |  |  |
| Data: 19 maggio 1968                                                           |                          |                               |         |       |  |  |  |  |  |
| Fonte: Ministero dell'interno                                                  |                          |                               |         |       |  |  |  |  |  |

#### VI legislatura
|                                                                                | Pietro Secchia ✔️ Eletto   | PCI - PSIUP                             | 45 249  | 34,10 |  |  |  |  |  |
|                                                                                | G. Fontanella              | Democrazia Cristiana                    | 43 138  | 32,51 |  |  |  |  |  |
|                                                                                | U. Ceria                   | Partito Socialista Italiano             | 13 906  | 10,48 |  |  |  |  |  |
|                                                                                | Giuseppe Barbera ✔️ Eletto | Partito Socialista Democratico Italiano | 11 662  | 8,79  |  |  |  |  |  |
|                                                                                | F. Maggia                  | Partito Liberale Italiano               | 9 011   | 6,79  |  |  |  |  |  |
|                                                                                | C. Jaselli                 | Movimento Sociale Italiano              | 5 896   | 4,44  |  |  |  |  |  |
|                                                                                | A. Vitale                  | Partito Repubblicano Italiano           | 3 846   | 2,90  |  |  |  |  |  |
| Totale                                                                         | Totale                     | Totale                                  | 132 708 | 100   |  |  |  |  |  |
|                                                                                |                            |                                         |         |       |  |  |  |  |  |
| Voti non validi                                                                | Voti non validi            | Voti non validi                         | 7 503   | 5,35  |  |  |  |  |  |
| Votanti                                                                        | Votanti                    | Votanti                                 | 140 211 | 95,26 |  |  |  |  |  |
| Elettori                                                                       | Elettori                   | Elettori                                | 147 186 |       |  |  |  |  |  |
|                                                                                |                            |                                         |         |       |  |  |  |  |  |
| Nota: quorum del 65% non raggiunto; ripartizione dei seggi a livello regionale |                            |                                         |         |       |  |  |  |  |  |
| Data: 7 maggio 1972                                                            |                            |                                         |         |       |  |  |  |  |  |
| Fonte: Ministero dell'interno                                                  |                            |                                         |         |       |  |  |  |  |  |

#### VII legislatura
|                                                                                | Carlo Galante Garrone ✔️ Eletto | Partito Comunista Italiano              | 54 010  | 41,21 |  |  |  |  |  |
|                                                                                | Ido Rolando                     | Democrazia Cristiana                    | 41 679  | 31,80 |  |  |  |  |  |
|                                                                                | Franco Bielli                   | Partito Socialista Italiano             | 13 423  | 10,24 |  |  |  |  |  |
|                                                                                | Liliana Valle                   | Partito Socialista Democratico Italiano | 4 324   | 3,30  |  |  |  |  |  |
|                                                                                | Stefano Porta                   | Partito Liberale Italiano               | 6 050   | 4,62  |  |  |  |  |  |
|                                                                                | Giuseppe Barbera                | Partito Repubblicano Italiano           | 5 932   | 4,53  |  |  |  |  |  |
|                                                                                | Carlo Jaselli                   | Movimento Sociale Italiano              | 4 327   | 3,30  |  |  |  |  |  |
|                                                                                | Liliana Torelli                 | Partito Radicale                        | 1 324   | 1,01  |  |  |  |  |  |
| Totale                                                                         | Totale                          | Totale                                  | 131 069 | 100   |  |  |  |  |  |
|                                                                                |                                 |                                         |         |       |  |  |  |  |  |
| Voti non validi                                                                | Voti non validi                 | Voti non validi                         | 8 550   | 6,12  |  |  |  |  |  |
| Votanti                                                                        | Votanti                         | Votanti                                 | 139 619 | 94,71 |  |  |  |  |  |
| Elettori                                                                       | Elettori                        | Elettori                                | 147 418 |       |  |  |  |  |  |
|                                                                                |                                 |                                         |         |       |  |  |  |  |  |
| Nota: quorum del 65% non raggiunto; ripartizione dei seggi a livello regionale |                                 |                                         |         |       |  |  |  |  |  |
| Data: 20 giugno 1976                                                           |                                 |                                         |         |       |  |  |  |  |  |
| Fonte: Ministero dell'interno                                                  |                                 |                                         |         |       |  |  |  |  |  |

#### VIII legislatura
|                                                                                | Claudio Napoleoni ✔️ Eletto | Partito Comunista Italiano                   | 48 422  | 37,24 |  |  |  |  |  |
|                                                                                | Adolfo Sarti                | Democrazia Cristiana                         | 38 376  | 29,51 |  |  |  |  |  |
|                                                                                | G. Comoglio                 | Partito Socialista Italiano                  | 11 743  | 9,03  |  |  |  |  |  |
|                                                                                | Alvise Mosca                | Partito Liberale Italiano                    | 10 054  | 7,73  |  |  |  |  |  |
|                                                                                | M. Coda                     | Partito Socialista Democratico Italiano      | 8 065   | 6,20  |  |  |  |  |  |
|                                                                                | Giuseppe Barbera            | Partito Repubblicano Italiano                | 6 257   | 4,81  |  |  |  |  |  |
|                                                                                | A. Di Braccio               | Movimento Sociale Italiano                   | 3 669   | 2,82  |  |  |  |  |  |
|                                                                                | S. Pasetto                  | Partito Radicale                             | 2 847   | 2,19  |  |  |  |  |  |
|                                                                                | F. Troisi                   | Costituente di Destra - Democrazia Nazionale | 596     | 0,46  |  |  |  |  |  |
| Totale                                                                         | Totale                      | Totale                                       | 130 029 | 100   |  |  |  |  |  |
|                                                                                |                             |                                              |         |       |  |  |  |  |  |
| Voti non validi                                                                | Voti non validi             | Voti non validi                              | 8 450   | 6,10  |  |  |  |  |  |
| Votanti                                                                        | Votanti                     | Votanti                                      | 138 479 | 93,16 |  |  |  |  |  |
| Elettori                                                                       | Elettori                    | Elettori                                     | 148 654 |       |  |  |  |  |  |
|                                                                                |                             |                                              |         |       |  |  |  |  |  |
| Nota: quorum del 65% non raggiunto; ripartizione dei seggi a livello regionale |                             |                                              |         |       |  |  |  |  |  |
| Data: 3 giugno 1979                                                            |                             |                                              |         |       |  |  |  |  |  |
| Fonte: Ministero dell'interno                                                  |                             |                                              |         |       |  |  |  |  |  |

#### IX legislatura
|                                                                                | Claudio Napoleoni ✔️ Eletto | Partito Comunista Italiano              | 43 571  | 35,70 |  |  |  |  |  |
|                                                                                | Carlo Rossi                 | Democrazia Cristiana                    | 29 756  | 24,38 |  |  |  |  |  |
|                                                                                | Alvise Mosca                | Partito Liberale Italiano               | 12 101  | 9,92  |  |  |  |  |  |
|                                                                                | Franco Bielli               | Partito Socialista Italiano             | 11 128  | 9,12  |  |  |  |  |  |
|                                                                                | Danilo Poggiolini           | Partito Repubblicano Italiano           | 8 314   | 6,81  |  |  |  |  |  |
|                                                                                | Francesco Sapienza          | Partito Socialista Democratico Italiano | 6 356   | 5,21  |  |  |  |  |  |
|                                                                                | Flavio Janutolo             | Movimento Sociale Italiano              | 5 598   | 4,59  |  |  |  |  |  |
|                                                                                | Pier Angelo Gozzano         | Partito Radicale                        | 3 065   | 2,51  |  |  |  |  |  |
|                                                                                | Giorgio Gardiol             | Democrazia Proletaria                   | 1 591   | 1,30  |  |  |  |  |  |
|                                                                                | Luciano Gibelli             | Lista per Trieste                       | 563     | 0,46  |  |  |  |  |  |
| Totale                                                                         | Totale                      | Totale                                  | 122 043 | 100   |  |  |  |  |  |
|                                                                                |                             |                                         |         |       |  |  |  |  |  |
| Voti non validi                                                                | Voti non validi             | Voti non validi                         | 11 558  | 8,65  |  |  |  |  |  |
| Votanti                                                                        | Votanti                     | Votanti                                 | 133 601 | 89,69 |  |  |  |  |  |
| Elettori                                                                       | Elettori                    | Elettori                                | 148 954 |       |  |  |  |  |  |
|                                                                                |                             |                                         |         |       |  |  |  |  |  |
| Nota: quorum del 65% non raggiunto; ripartizione dei seggi a livello regionale |                             |                                         |         |       |  |  |  |  |  |
| Data: 26 giugno 1983                                                           |                             |                                         |         |       |  |  |  |  |  |
| Fonte: Ministero dell'interno                                                  |                             |                                         |         |       |  |  |  |  |  |

#### X legislatura
|                                                                                | Claudio Napoleoni ✔️ Eletto   | Partito Comunista Italiano              | 37 928  | 30,35 |  |  |  |  |  |
|                                                                                | C. Pagani                     | Democrazia Cristiana                    | 30 683  | 24,55 |  |  |  |  |  |
|                                                                                | F. Vasino                     | Partito Socialista Italiano             | 15 868  | 12,70 |  |  |  |  |  |
|                                                                                | C. Mosca                      | Partito Liberale Italiano               | 10 108  | 8,09  |  |  |  |  |  |
|                                                                                | Sandro Delmastro Delle Vedove | Movimento Sociale Italiano              | 5 411   | 4,33  |  |  |  |  |  |
|                                                                                | G. Barbera                    | Partito Repubblicano Italiano           | 4 744   | 3,80  |  |  |  |  |  |
|                                                                                | S. Spando                     | Partito Socialista Democratico Italiano | 4 205   | 3,36  |  |  |  |  |  |
|                                                                                | M. Aglietta                   | Partito Radicale                        | 3 914   | 3,13  |  |  |  |  |  |
|                                                                                | L. Franco                     | Piemont Autonomia Regionale             | 3 630   | 2,90  |  |  |  |  |  |
|                                                                                | G. Guratti                    | Lista Verde                             | 3 058   | 2,45  |  |  |  |  |  |
|                                                                                | A. Fogliato                   | Piemont                                 | 2 734   | 2,19  |  |  |  |  |  |
|                                                                                | F. Calamida                   | Democrazia Proletaria                   | 1 418   | 1,13  |  |  |  |  |  |
|                                                                                | G. Terreno                    | Liga Veneta - Pensionati Uniti          | 739     | 0,59  |  |  |  |  |  |
|                                                                                | G. Aimo                       | Movimento di Liberazione Fiscale        | 396     | 0,32  |  |  |  |  |  |
|                                                                                | C. Crosta                     | Alleanza Popolare Pensionati            | 132     | 0,11  |  |  |  |  |  |
| Totale                                                                         | Totale                        | Totale                                  | 124 968 | 100   |  |  |  |  |  |
|                                                                                |                               |                                         |         |       |  |  |  |  |  |
| Voti non validi                                                                | Voti non validi               | Voti non validi                         | 9 062   | 6,76  |  |  |  |  |  |
| Votanti                                                                        | Votanti                       | Votanti                                 | 134 030 | 90,09 |  |  |  |  |  |
| Elettori                                                                       | Elettori                      | Elettori                                | 148 775 |       |  |  |  |  |  |
|                                                                                |                               |                                         |         |       |  |  |  |  |  |
| Nota: quorum del 65% non raggiunto; ripartizione dei seggi a livello regionale |                               |                                         |         |       |  |  |  |  |  |
| Data: 14 giugno 1987                                                           |                               |                                         |         |       |  |  |  |  |  |
| Fonte: Ministero dell'interno                                                  |                               |                                         |         |       |  |  |  |  |  |

#### XI legislatura
|                                                                                | Giuseppe Bodo ✔️ Eletto       | Lega Nord                               | 25 386  | 20,10 |  |  |  |  |  |
|                                                                                | Paolo Tavolaccini             | Democrazia Cristiana                    | 21 418  | 16,96 |  |  |  |  |  |
|                                                                                | Pier Franco Fassino           | Partito Democratico della Sinistra      | 19 619  | 15,54 |  |  |  |  |  |
|                                                                                | Pier Carlo Robiolio           | Partito Socialista Italiano             | 13 748  | 10,89 |  |  |  |  |  |
|                                                                                | Corrado Mosca                 | Partito Liberale Italiano               | 10 161  | 8,05  |  |  |  |  |  |
|                                                                                | Nadia Moscatelli              | Partito della Rifondazione Comunista    | 9 275   | 7,34  |  |  |  |  |  |
|                                                                                | Sandro Delmastro Delle Vedove | Movimento Sociale Italiano              | 5 310   | 4,20  |  |  |  |  |  |
|                                                                                | Pier Mosca                    | Lega Alpina Piemont                     | 5 143   | 4,07  |  |  |  |  |  |
|                                                                                | Cesare Carpano                | Partito Repubblicano Italiano           | 4 759   | 3,77  |  |  |  |  |  |
|                                                                                | Gustavo Buratti Zanchi        | Federazione dei Verdi                   | 3 409   | 2,70  |  |  |  |  |  |
|                                                                                | Salvatore Vizzosi             | La Lega Casalinghe-Pensionati           | 2 041   | 1,62  |  |  |  |  |  |
|                                                                                | Gian Carlo Fileppo            | Partito Socialista Democratico Italiano | 1 872   | 1,48  |  |  |  |  |  |
|                                                                                | Sergio Valabrega              | Partito Pensionati                      | 1 684   | 1,33  |  |  |  |  |  |
|                                                                                | Salvatore Custodero           | Sì Referendum                           | 1 172   | 0,93  |  |  |  |  |  |
|                                                                                | Gianpietro Lupi               | Verdi Verdi                             | 1 025   | 0,81  |  |  |  |  |  |
|                                                                                | Antonino Gesù                 | Federalismo - Pensionati Uomini Vivi    | 257     | 0,20  |  |  |  |  |  |
| Totale                                                                         | Totale                        | Totale                                  | 126 279 | 100   |  |  |  |  |  |
|                                                                                |                               |                                         |         |       |  |  |  |  |  |
| Voti non validi                                                                | Voti non validi               | Voti non validi                         | 8 259   | 6,14  |  |  |  |  |  |
| Votanti                                                                        | Votanti                       | Votanti                                 | 134 538 | 89,16 |  |  |  |  |  |
| Elettori                                                                       | Elettori                      | Elettori                                | 150 903 |       |  |  |  |  |  |
|                                                                                |                               |                                         |         |       |  |  |  |  |  |
| Nota: quorum del 65% non raggiunto; ripartizione dei seggi a livello regionale |                               |                                         |         |       |  |  |  |  |  |
| Data: 5 aprile 1992                                                            |                               |                                         |         |       |  |  |  |  |  |
| Fonte: Ministero dell'interno                                                  |                               |                                         |         |       |  |  |  |  |  |

## 1993-2005

### Territorio
Il collegio di Biella era uno dei 17 collegi uninominali in cui era suddiviso il Piemonte; come previsto dal D.Lgs. del 20 dicembre 1993 n. 535, e comprendeva comuni della Provincia di Biella e della Provincia di Vercelli, in particolare: Ailoche, Alagna Valsesia, Andorno Micca, Balmuccia, Benna, Biella, Bioglio, Boccioleto, Borgosesia, Borriana, Breia, Brusnengo, Buronzo, Callabiana, Camandona, Camburzano, Campiglia Cervo, Candelo, Caprile, Carcoforo, Casapinta, Castelletto Cervo, Cavaglià, Cellio, Cerreto Castello, Cerrione, Cervatto, Civiasco, Coggiola, Cossato, Cravagliana, Crevacuore, Crosa, Curino, Donato, Dorzano, Fobello, Gaglianico, Gattinara, Ghislarengo, Gifflenga, Graglia, Guardabosone, Lenta, Lessona, Lozzolo, Magnano, Massazza, Masserano, Mezzana Mortigliengo, Miagliano, Mollia, Mongrando, Mosso Santa Maria, Mottalciata, Muzzano, Netro, Occhieppo Inferiore, Occhieppo Superiore, Pettinengo, Piatto, Piedicavallo, Pila, Piode, Pistolesa, Pollone, Ponderano, Portula, Postua, Pralungo, Pray, Quaregna Cerreto, Quarona, Quittengo, Rassa, Rima San Giuseppe, Rimasco, Rimella, Riva Valdobbia, Roasio, Ronco Biellese, Roppolo, Rosazza, Rossa, Rovasenda, Sabbia, Sagliano Micca, Sala Biellese, Salussola, San Giacomo Vercellese, San Paolo Cervo, Sandigliano, Scopa, Scopello, Selve Marcone, Serravalle Sesia, Soprana, Sordevolo, Sostegno, Strona, Tavigliano, Ternengo, Tollegno, Torrazzo, Trivero, Valdengo, Valduggia, Vallanzengo, Valle Mosso, Valle San Nicolao, Varallo, Veglio, Verrone, Vigliano Biellese, Villa del Bosco, Villanova Biellese, Viverone, Vocca, Zimone, Zubiena, Zumaglia.

### Eletti
| Elezione | Elezione | Senatore                  | Partito                  |
| -------- | -------- | ------------------------- | ------------------------ |
|          | 1994     | Claudio Regis             | Polo delle Libertà (LN)  |
|          | 1996     | Nicolò Sella Di Monteluce | Polo per le Libertà (FI) |
|          | 2001     | Roberto Salerno           | Casa delle Libertà (AN)  |

### Dati elettorali

#### XII legislatura
|                               | Claudio Regis ✔️ Eletto       | Polo delle Libertà | 70 279  | 43,43 |  |  |  |  |  |
|                               | Gianni Ronzani                | Progressisti       | 43 579  | 26,93 |  |  |  |  |  |
|                               | Flavio Como                   | Patto per l'Italia | 18 554  | 11,46 |  |  |  |  |  |
|                               | Sandro Delmastro delle Vedove | Alleanza Nazionale | 14 624  | 9,04  |  |  |  |  |  |
|                               | Alberta Ardizzone             | Lista Pannella     | 6 491   | 4,01  |  |  |  |  |  |
|                               | Ugo Fortunato                 | Partito Pensionati | 4 553   | 2,81  |  |  |  |  |  |
|                               | Giuliana Zaffino              | Verdi Verdi        | 3 135   | 1,94  |  |  |  |  |  |
|                               | Aldo Chiesa                   | Rinnovamento       | 624     | 0,39  |  |  |  |  |  |
| Totale                        | Totale                        | Totale             | 161 839 | 100   |  |  |  |  |  |
|                               |                               |                    |         |       |  |  |  |  |  |
| Voti non validi               | Voti non validi               | Voti non validi    | 11 853  | 6,82  |  |  |  |  |  |
| Votanti                       | Votanti                       | Votanti            | 173 692 | 90,23 |  |  |  |  |  |
| Elettori                      | Elettori                      | Elettori           | 192 509 |       |  |  |  |  |  |
|                               |                               |                    |         |       |  |  |  |  |  |
| Data: 27-28 marzo 1994        |                               |                    |         |       |  |  |  |  |  |
| Fonte: Ministero dell'interno |                               |                    |         |       |  |  |  |  |  |

#### XIII legislatura
|                               | Nicolò Sella Di Monteluce ✔️ Eletto | Polo per le Libertà     | 56 472  | 35,79 |  |  |  |  |  |
|                               | Antonio Sandri                      | L'Ulivo                 | 53 179  | 33,71 |  |  |  |  |  |
|                               | Claudio Regis                       | Lega Nord               | 37 868  | 24,00 |  |  |  |  |  |
|                               | Ezio Cipriani                       | Partito Pensionati      | 3 245   | 2,06  |  |  |  |  |  |
|                               | Benito Zaffino                      | Verdi Verdi             | 2 780   | 1,76  |  |  |  |  |  |
|                               | Roberto Rossi                       | Piemonte Nazione Europa | 1 650   | 1,05  |  |  |  |  |  |
|                               | Giuseppa Zaffino                    | Mani Pulite             | 1 612   | 1,02  |  |  |  |  |  |
|                               | Roberto Follis                      | Partito Socialista      | 971     | 0,62  |  |  |  |  |  |
| Totale                        | Totale                              | Totale                  | 157 777 | 100   |  |  |  |  |  |
|                               |                                     |                         |         |       |  |  |  |  |  |
| Voti non validi               | Voti non validi                     | Voti non validi         | 11 470  | 6,78  |  |  |  |  |  |
| Votanti                       | Votanti                             | Votanti                 | 169 247 | 87,31 |  |  |  |  |  |
| Elettori                      | Elettori                            | Elettori                | 193 847 |       |  |  |  |  |  |
|                               |                                     |                         |         |       |  |  |  |  |  |
| Data: 21 aprile 1996          |                                     |                         |         |       |  |  |  |  |  |
| Fonte: Ministero dell'interno |                                     |                         |         |       |  |  |  |  |  |

#### XIV legislatura
|                               | Roberto Salerno ✔️ Eletto | Casa delle Libertà                   | 71 695  | 46,37 |  |  |  |  |  |
|                               | Vittorio Barazzotto       | L'Ulivo                              | 55 845  | 36,12 |  |  |  |  |  |
|                               | Renato Nuccio             | Partito della Rifondazione Comunista | 7 555   | 4,89  |  |  |  |  |  |
|                               | Claudio Regis             | Va' Pensiero Padania                 | 6 140   | 3,97  |  |  |  |  |  |
|                               | Gianpiero Bonfantini      | Lista Pannella-Bonino                | 4 643   | 3,00  |  |  |  |  |  |
|                               | Mirko Micellone           | Lista Di Pietro                      | 4 084   | 2,64  |  |  |  |  |  |
|                               | Ivano Porrino             | Fiamma Tricolore                     | 2 550   | 1,65  |  |  |  |  |  |
|                               | Claudia Bonino            | Democrazia Europea                   | 2 102   | 1,36  |  |  |  |  |  |
| Totale                        | Totale                    | Totale                               | 154 614 | 100   |  |  |  |  |  |
|                               |                           |                                      |         |       |  |  |  |  |  |
| Voti non validi               | Voti non validi           | Voti non validi                      | 11 135  | 6,72  |  |  |  |  |  |
| Votanti                       | Votanti                   | Votanti                              | 165 749 | 84,28 |  |  |  |  |  |
| Elettori                      | Elettori                  | Elettori                             | 196 659 |       |  |  |  |  |  |
|                               |                           |                                      |         |       |  |  |  |  |  |
| Data: 13 maggio 2001          |                           |                                      |         |       |  |  |  |  |  |
| Fonte: Ministero dell'interno |                           |                                      |         |       |  |  |  |  |  |